# Marina (drag queen)
Marina, nome artístico de Joan López Galo (Barcelona, 1988), anteriormente conhecida como Asul Marina, é uma drag queen e artista audiovisual não binária espanhola. Participou na segunda temporada de Drag Race España, classificando-se na quarta posição dos finalistas.

## Biografia
Iniciou-se na arte do drag em 2011, após uma estadia em Paris, onde pôde expressar livremente traços da sua personalidade, considerados femininos, sem julgamentos ou preconceitos pela primeira vez. Este evento levou-a a anos mais tarde definir-se como pessoa não binária.
Em 2018 estreou-se como artista profissional no Candy Darling, um bar próximo da praça da Universidade de Barcelona, onde trabalhou como artista residente. Um ano depois, em 2019, venceu o concurso inspirado no programa norte-americano RuPaul's Drag Race, Futuroa Sarao Drag na Sala Apolo.
Em 2022, integrou o elenco da segunda temporada de Drag Race España, onde prestou homenagem ao ícone LGBTI Ocaña numa das provas da competição. Permaneceu no concurso até fim, classificando-se como a quarta finalista.
Estudou Comunicação Audiovisual. Nesse âmbito, dirigiu em 2021 um videoclip de Maria Arnal e Marcel Bagés. No mesmo ano fez parte do elenco do filme de temática queer ¡Corten!, ao lado de Samantha Hudson e La Proibida, e dirigido por Marc Ferrer. Em 2022, escreveu e dirigiu o anúncio promocional dos XIV Prêmios Gaudí sob o lema Amémonos (Amemos-nos), protagonizado por Ariadna Gil.
É popularmente referida como «a deusa não binária de Barcelona».

## Filmografía

### Televisão
- Drag Race España
- Vestidas de azul

### Filmes
- ¡Corten! (2021)